# 新洲站 (广州)
新洲站为广州地铁8号线东延段建设中的车站，位于中国广东省广州市海珠区琶洲街道新港东路与鱼珠隧道交界处。
车站周边现状为杨箕村飞地、广地医院、广渔医院、新洲宾馆，同时毗邻在建鱼珠隧道。预计开通后可服务周边社区居民及新洲码头渔民出行的需求。

## 车站结构
本站8号线部分计划为地下两层岛式车站，将设置3个出入口。
本站计划作为8号线东延段小交路的终点站，故站台后方设有折返线，可供小交路列车折返。
| 地下一层 | 站廳                       | 售票機、客服中心、商店、警務室、安檢設施 |  |  |
| 地下二层 | 1 站台                     | █8号线 江府方向（下站：凤浦公园）        |  |  |
|          | 岛式站台（卫生间、母婴室） |                                          |  |  |
|          | 2 站台                     | █8号线 莲花方向（下站：长洲）            |  |  |

## 未来发展
规划中的23号线计划设有新洲站。此外，28号线（佛穗莞城际）曾计划设新洲站，惟后期被取消。